# Yeta Ramírez
Enriqueta «Yeta» Ramírez de la Mota (17 de diciembre de 1937 – Managua, 27 de agosto de 2016), fue una teóloga y educadora feminista dominicana, radicada en Nicaragua desde 1980. Cofundadora del Grupo Venancia en Matagalpa y promotora de la Red de Mujeres contra la Violencia en Nicaragua. 

## República Dominicana
En 1978 se integra al Grupo Cristianos pro Defensa de los Derechos Humanos, grupo opositor al entonces presidente de República Dominicana Joaquín Balaguer. El grupo se desintegra con triunfo electoral del candidato del Partido Revolucionario Dominicano, Antonio Guzmán.

## Trabajo en Nicaragua
En 1980 se traslada a Nicaragua para participar de la Jornada Nacional de Alfabetización, siendo ubicada en la Sexta Región. Decide retirarse de la vida religiosa y comienza a trabajar en la oficina de la mujer en la Unión Nacional de Agricultores y Ganaderos (UNAG). Continúa trabajando en temas de educación popular con las Hermanas Altagracianas de Río Blanco y de Nueva Guinea y las Hermanas de la Inmaculada Concepción de Waslala.
En 1991, en colaboración con Helen Dixon, funda el Grupo Venancia en Matagalpa: colectivo de mujeres que trabajan por la promoción de la educación y comunicación popular feminista. 
Se asocia con el Centro de Comunicación y Educación Popular (CANTERA) en 1997 para facilitar espacios de empoderamiento basados en la teología feminista de la liberación: una propuesta metodológica propia impartida en un módulo llamado Mujer y Fe.
Es una de las firmantes del Pronunciamiento de Mujeres Cristianas Feministas: escrito en respuesta a la Carta Pastoral publicada por la Conferencia Episcopal de Nicaragua del año 2004, que criticaba la ideología feminista y promovía el concepto de familia tradicional integrada por una pareja heterosexual y sus hijos. 
Fallece el 26 de agosto de 2016. Recibe homenajes póstumos en Managua y Matagalpa.

## Premios y reconocimientos
- Orden Josefa Toledo (2015), en el grado Defensora de Derechos Humanos.[8]